# Bosc sec subtropical de transició de Sonora-Sinaloa
El bosc sec subtropical de transició de Sonora-Sinaloa és una ecoregió de bosc sec tropical de fulla ampla al nord-oest de Mèxic.

## Ubicació i descripció
Aquesta ecoregió forma un cinturó de transició entre el desert de Sonora al nord i els boscos secs de Sinaloa al sud, que va del sud, des dels contraforts de les terres altes de Sierra Madre Occidental de l'estat de Sonora fins a les costes de l'Oceà Pacífic de Sonora i Sinaloa. Aquesta regió també forma part de la zona de transició entre les ecozones Neàrtica i Neotròpica i, com a tals hàbitats de la regió, van des del bosc espars semidesèrtic al nord fins al bosc sec al sud. Cobreix una superfície de 51.000 km² des del nivell del mar fins als 2.000 m. La pluja mitjana anual és de 100-200 mm.

## Flora
La secció nord acull vegetació típica del desert com ara el cactus columnar Stenocereus thurberi, el Cylindropuntia fulgida i el cactus de barril Ferocactus wislizeni. Al sud, els hàbitats són boscos secs amb arbres que inclouen acàcies com ara Acacia cochliacantha i Acacia occidentalis.

## Fauna
Les aus de l'ecoregió inclouen el còrvid Calocitta colliei.

## Amenaces i preservació
Aquest bosc és vulnerable a la tala i al clarejat pel pasturatge de bestiar, sobretot a les ciutats de Navojoa i Álamos, mentre que la fauna salvatge és vulnerable a la caça. Les àrees d'important conservació inclouen la conca del riu Yaqui.
L'ecoregió té l'estatus de conservació: Crític - En perill. Té una quantitat nul·la d'àrees protegides. L'antropització és d'un 21 per cent. Hi ha una llista d'onze espècies amenaçades.